# Hij was maar een neger
Hij was maar 'n neger is een single uit 1965 van de Zangeres Zonder Naam, uitgebracht onder haar "eigen" voornaam Mary. Het is geschreven door Johnny Hoes met een tekstuele bijdrage van Fred van Dam. Ze wordt begeleid door het Telstar Orkest onder leiding van Jean Kraft. Het verscheen in 1966 ook op het kerstalbum Vrolijk Kerstfeest. Het lied is deels gezongen, deels gesproken.
Het lied, dat zich verzet tegen racisme, vormt een moderne variant van het kerstverhaal en vertelt het verhaal van een zwarte man die nergens wordt binnengelaten omdat hij zwart is.
Johnny Hoes nam het lied zelf in 1995 ook op, en bracht die versie uit op zijn album Kerstfeest met Johnny. Johnny Hoes zingt 15 Kerstliedjes.
In 1998 volgde een cover door Rob Muntz, die nogal wat stof deed opwaaien. Deze versie werd door vrijwel alle radiostations geboycot.